# Katica Illényi
Katica Illényi (Budapest, 17 de febrer, 1968), és una violinista i artista de theremin hongaresa, guanyadora del Premi Liszt Ferenc, una artista digna i distingida. És membre pública del Departament de Música de l'Acadèmia Hongaresa d'Arts.

## Carrera
Va néixer en una família de músics clàssics. La seva mare és professora d'educació especial i toca molt bé el piano. El seu pare, Ferenc Illényi –el primer professor de Katica– tocava el violí a l'Òpera Estatal Hongaresa i va decidir criar els seus quatre fills perquè fossin músics. Per a Katica i els seus tres germans –Ferenc, Anikó i Csaba– practicar durant diverses hores al dia era natural des dels 3 anys i mig.
Als 14 anys, va ser admesa a la classe "Talents Especials" de l'Acadèmia de Música Liszt Ferenc, on va rebre classes de Dénes Kovács. Mentrestant, es va graduar a l'Escola Secundària de Música Béla Bartók. Durant els seus anys a l'Acadèmia de Música, va tocar a les orquestres de l'Òpera Estatal Hongaresa i del Teatre Erkel. El 1991, va rebre el seu diploma de violinista a l'Acadèmia de Música Liszt Ferenc.
Com a violinista recentment graduat, encara sentia que els límits del llenguatge musical clàssic eren estrets i volia parlar amb tot el seu ésser. Va ser llavors quan va decidir que li agradaria cantar i ballar, a més de tocar el violí. Així que va anar a la formació vocal i el cant es va convertir en el seu segon instrument, juntament amb el violí. A més, va estudiar interpretació, jazz i claqué. En els primers anys de la seva carrera, va interpretar els papers principals en obres de teatre, operetes cantants i ballarins i musicals, tant a casa com a l'estranger, en què, per descomptat, el violí també va tenir un paper important. Mentrestant, a més de la música clàssica, també es va familiaritzar amb les tendències del gènere exigent "més lleuger". Explora les peculiaritats estilístiques del jazz, el swing i la música del món que encara no ha pogut descobrir a través de la música clàssica.
De 1996 a 2002, va ser la cantant i violinista de la Budapest Klezmer Band. L'any 1999 va ser un punt d'inflexió en la seva vida, durant el qual va ser convidada a aparèixer com a solista en diversos programes de televisió. Va començar la seva carrera en solitari el 2002. Des de llavors, ha estat oferint concerts a gran escala auto organitzats cada any, sempre amb un nou repertori en els gèneres de música clàssica, jazz i música pop sofisticada. A més de les joies de la literatura clàssica per a violí, els seus concerts també inclouen bandes sonores de pel·lícules, música del món i melodies de jazz i Broadway conegudes. A més de la música de Bach, Txaikovski, Paganini, Dvořák, Gershwin, Morricone, Michel Legrand i John Williams, també interpreta obres dels compositors hongaresos Bartók, Kodály, Liszt i Leó Weiner.
El 4 de gener de 2014, al concert de Cap d'Any celebrat a la Sala de Concerts Nacional Béla Bartók del Palau de les Arts, va presentar per primera vegada el theremin, un instrument que no cal tocar per fer-lo sonar. Entre els pocs artistes de theremin internacionals, actualment és l'únic intèrpret hongarès del món que fa concerts amb aquest instrument místic.

A més de la música clàssica, s'ha compromès amb la música pop d'alta qualitat, i en les seves vetllades en solitari canta, toca el violí, el theremin i balla claqué. Guia el seu públic d'un gènere musical a un altre amb històries entretingudes. La seva vida gira al voltant de l'entreteniment, la comunicació contínua amb el públic (relació interactiva) i la introducció de música sofisticada. 
| « | "Al meu entendre, no és cert que a la gent no li agradi la música clàssica, simplement no la coneixen". | » |

Amb les seves versàtils actuacions, demostra que hi ha una interoperabilitat entre diferents tendències musicals i forma un pont entre cultures. La seva personalitat, preparació professional, treball i fama permeten que les obres de compositors hongaresos, música clàssica, jazz i música pop sofisticada arribin a amplis grups socials a través de la seva popularitat. Un objectiu important de la seva carrera és augmentar encara més el rang i el reconeixement internacional de la cultura musical hongaresa a tot el món.
Va ser escollida per ser un dels artistes que representen la cultura musical hongaresa internacionalment el 2010, juntament amb Zoltán Kocsis, Andrea Rost i Márta Sebestyén. En els seus concerts benèfics, crida l'atenció sobre la interdependència i la importància de les intencions d'ajuda desinteressada. Entre altres coses, va participar a la Missió de la Ciutat a Budapest per invitació de l'Església Catòlica, a Győr per invitació de l'Església Evangèlica i en l'obra de la Creu Roja Internacional.
Des del 2014, és membre públic de la Secció de Música de l'Acadèmia Hongaresa d'Arts.
- Ciutadà d'Honor de Kőbánya 2018.
- Ciutadà d'Honor de Budakeszi 2019.

## Premis i reconeixements
- eMeRTon-díj (2002)[1]
- Artisjus–díj (2010)[2]
- Liszt Ferenc-díj (2012)[3]
- Érdemes művész (2015)[4]
- Kiváló művész (2020)[5]

## Estudis de violí
- 1991: Diploma de violinista / professor de violí a l'Acadèmia de Música Liszt Ferenc
- 1986–1991: Acadèmia de Música Liszt Ferenc
- 1982–1986: Acadèmia de Música Liszt Ferenc, Departament Preparatori – Departament de Talents Especials, professor: Dénes Kovács
- 1982–1986: Escola Secundària de Música Bartók Béla – estudis generals, assignatures de música es completen a l'Acadèmia de Música Liszt Ferenc
- 1984–1985: en el que llavors era l'Alemanya Occidental, amb una admissió anticipada a l'Escola de Música de Detmold, estudiant del departament de violí a la Musikhochschule Detmold Professor: Tibor Varga
- 1980–1981: Suïssa / Sion, classe magistral internacional de violí "Festival Tibor Varga"
- 1971–1982: estudis de violí com a estudiant privat, professor Ferenc Illényi, violinista del Cor de Música de l'Òpera. Va començar els seus estudis musicals als 3 anys i mig

## Altres estudis, instruments musicals
- 2014: Summer Theremin Academy, França – classe magistral de theremin
- Formació de veu a partir del 2014 – Magyar Hajnal Énekstúdió
- 2013 en endavant estudiant el theremin
- 1996–2004: dansa jazz – Béla Földi (Budapest Dance Theatre)
- 1994: interpretació – Budapest Operetta Theatre Studio
- 1992–1996: cant jazz – OSZK, professor: Attila Garay
- 1991 en endavant formació de veu clàssica – professors: Ilona Adorján, Olga Szilágyi
- 1991–2014: claqué – professors: Gizi Pécsi, László Bóbis, Árpád Pirovits

## Àlbums (àudio i vídeo), llançaments nacionals i internacionals
- 2020: Concert d'aniversari
- 2019: Cançó de bressol – Belles melodies de compositors contemporanis
- 2018: CD-DVD Tango Classic
- 2017: Concert de Katica Illényi i els seus amics, Centre de Congressos
- 2016: CD de Nadal de Theremin
- 2016: Concert de Cap d'Any amb el CD-DVD de Budapest Strings
- 2014: CD-DVD La volta al món en 80 dies
- 2013: CD Reloaded Jazzy Violin
- 2013: CD de música de cinema de fama mundial
- 2012: La volta al món amb un violí 3 CD – 1 DVD
- 2012: DVD de violí clàssic
- 2011: DVD Live in Budapest
- 2010: Concert de Katica Illényi i els seus germans al Palau de les Arts CD-DVD
- 2009: DVD Lovers
- 2008: CD The Jazzy Violin
- 2007: Concert de primavera amb At the Academy of Music DVD
- 2006: Concert al Palau de les Arts 2006 CD-DVD
- 2005: Rosa de lligabosc / CD d'estiu amb aroma de mel
- 2002: Premier / CD

## Enregistraments de concerts
- 2018: Concert d'aniversari – Palau de Congressos Participants: Anikó Illényi – violoncel, Csaba Illényi – violí, Péter Sárik trio, Tibor Pintér – guitarra, János Illés – guitarra flamenca, Andrea Bencsik – ball flamenc, Árpád Pirovits – claqué, tanc Argentine Zoltán; director: István Silló
- 2017: Tango Classic – Vigadó, Díszterem; participants: Anima Musicae Chamber Orchestra; Rita Termes – piano; director: Márton Rácz
- 2017: Concert d'aniversari – Palau de Congressos; col·laboradors: Csaba Illényi – violí, Micheller Myrtill, Magyar Hajnal, Péter Sárik Trio, Tibor Pintér – guitarra, Árpád Pirovits – claqué
- 2016: Concert de Cap d'Any – Budapest, Royal Ballroom; col·laboradors: Budapest String Chamber Orchestra; Ott Rezső – piano, László Csízy – bateria
- 2014: La volta al món en 80 dies Palau de les Arts, Sala Nacional de Concerts Béla Bartók; col·laboradors: Orquestra Filharmònica de Győr; convidat: Anikó Illényi – violoncel, Csaba Illényi – violí, Andras de Laszlo – trompeta; director: István Silló
- 2011: En directe al Palau de les Arts de Budapest, Sala Nacional de Concerts Béla Bartók; col·laboradors: Orquestra Filharmònica de Győr convidat: Csaba Illényi – violí Director: István Silló
- 2010: concert de Katica Illényi i els seus germans Palau de les Arts, Sala Nacional de Concerts Béla Bartók; col·laboradors: Orquestra Simfònica Budafoki Dohnányi; convidats: Anikó Illényi – violoncel, Ferenc Illényi – violí, Csaba Illényi – violí; director: István Silló
- 2010: Concert al Vígszínház amb Judit Faludi, Miklós Szenthelyi i l'Orquestra de Cambra dels Virtuosos d'Hongria
- 2009: Love Stories – Teatre Tivoli Representació teatral d'una persona de cançons antigues de pel·lícules hongareses; col·laboradors de piano: István Silló, Gábor Kemény, Ferenc Darvas
- 2008: Concert a la Thalia; convidat: Anikó Illényi – violoncel, Csaba Deseő – violí jazz, István Gyárfás – guitarra; amb: Gábor Cseke Quintet
- 2008: Concert Memorial Stéphane Grappelli Thália Theatre; convidat: Csaba Deseő – violí de jazz, István Gyárfás – guitarra; amb: Gábor Cseke Quintet
- 2007: Concert de Primavera a l'Acadèmia de Música; convidat: Csaba Illényi – violí; amb: Atlantisz Chamber Orchestra, Kornél Fekete-Kovács i BSW Brass; director: István Silló
- 2006: Concert al Palau de les Arts, Sala Nacional de Concerts Béla Bartók; convidat: Csaba Illényi – violí, Árpád Pirovits – claqué; Germans Bolyki; amb: Ferenc Erkel Chamber Orchestra, Kornél Fekete-Kovács i BSW Brass; director: István Sillo

## Principals papers teatrals
- Frederic Lowe: My Fair Lady (Elisa), Toronto, 1998
- Jerry Bock: Fiddler on the Roof (The Fiddler) Budapest, Teatre Madách, 1997
- Karinthy–Aszlányi–Gál J.–Romhányi: The Seven Slaps (Maisie Terbanks) Budapest, Karinthy Theatre, 1995
- Albert Szirmai: Miska Mágnás (Comtessa Rolla), Toronto, 1993
- Imre Kálmán: The Csárdás Queen (Stázi), Toronto, 1992
- Ferenc Lehár: The Land of Smiles (Mí), Nova York, 1991